# Fernando Molica
Fernando Molica, né le 12 février 1961 à Rio de Janeiro, est un journaliste et écrivain brésilien.

## Biographie
Fernando Molica est diplômé en journalisme de l'École de communication de l'Université fédérale de Rio de Janeiro. En tant que journaliste, il travaille comme reporter dans les succursales de Rio de O Estado de S. Paulo, entre 1982 et 1985, puis de Folha de S. Paulo, en tant que reporter et secrétaire de rédaction entre 1985 et 1990. Il est chef du reportage du journal O Globo entre 1990 et 1991 et reporter spécial de Folha de S. Paulo entre 1992 et 1996. En 1996, il rejoint Rede Globo et, en 2008, il reprend la rubrique « Informe do Dia », pour le journal « O Dia ». Il présente également CBN Rio sur Rádio CBN.
Molica exerce sur CNN Brasil entre 2020 et 2021, après quoi il rejoint le groupe Liberdade de Opinião, au sein de CNN Novo Dia. Son journalisme d'investigation porte notamment sur les violences policières au Brésil.
Son livre-reportage L’Homme qui est mort trois fois (O Homem que Morreu Três Vezes ), publié en 2004 reçoit la mention d’honneur du Prix Vladimir Herzog, le plus grand prix journalistique brésilien,.
Il est en lice trois fois pour le Prix Jabuti, équivalent du Prix Goncourt. Deux de ses romans (Noir & blanc et Révolution au Mirandão) ainsi qu'un ouvrage collectif (Je suis encore favela)  sont traduits en français, par les Editions anacaona, crées par Paula Anacaona. Ses romans sont également publiés en Allemagne.

## Publications
En Portugais du Brésil :
- Notícias do Mirandão, Record, 2002.
- O Homem que Morreu Três Vezes, record, 2003. Livre-reportage, finaliste du prix Jabuti en 2004.
- Bandeira Negra, Amor, Objetiva, 2005. roman, finaliste du prix Jabuti 2006.
- 10 Reportagens que Abalaram a Ditadura, record, 2005.
- 50 Anos de Crimes - Reportagens policiais que marcaram o jornalismo brasileiro, Record, 2007.
- O ponto da partida, Record, 2008.

En français :
- Fernando Molica et Paula Anacaona, Noir & blanc, Anacaona éditions, coll. « Urbana », 2019 (ISBN 978-2-918799-93-1)
- Paula Anacaona, Je suis encore favela, Anacaona éditions, coll. « Urbana », 2018 (ISBN 978-2-918799-91-7)
- Fernando Molica, Sandra Assunção et Isabelle Delatouche, Révolution au Mirandão, Anacaona éditions, coll. « Urbana », 2017 (ISBN 978-2-918799-90-0)